# Pelicano-rosado

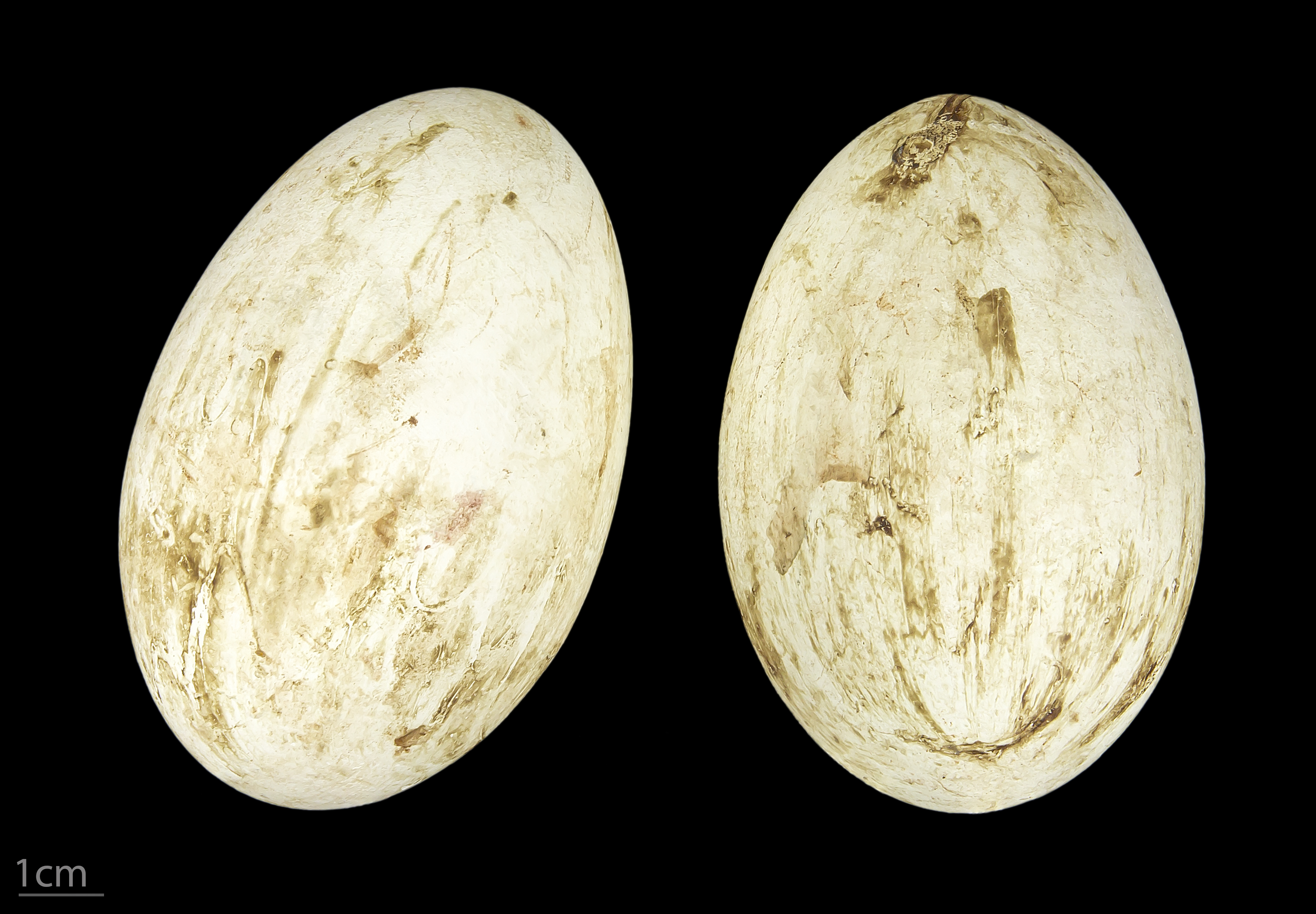
Pelecanus rufescens - MHNT

O pelicano-rosado, Pelecanus rufescens, também conhecido como pelicano-cinzento, pelicano-cinzento-africano ou pelicano-de-dorso-rosa-africano (tradução do nome inglês Pink-backed Pelican) é uma espécie de pelicano que se distribui pelas zonas húmidas de toda a África tropical e subtropical, até à Arábia e a Madagáscar.

## Descrição
É uma espécie relativamente pequena, atingindo um comprimento de 132 cm, uma envergadura de 2,9 m e um peso de 5,5 kg. A plumagem dos adultos é branca e cinzenta, com uma tonalidade rosada no dorso e as pontas das asas pretas; durante a época da reprodução, ostenta penas longas na cabeça. O bico atinge 38 cm, com a parte superior amarela e a bolsa cinzenta.

## Biologia
O pelicano-rosado reproduz-se durante todo o ano, em casais monogâmicos, construindo um ninho simples com gravetos, perto da água, onde põe 2-3 ovos brancos, grandes. A eclosão dos ovos ocorre 30 dias depois da postura. Os pintos alimenta-se mergulhando as cabeças na bolsa dos progenitores e retirando comida regurgitada. 
Os adultos alimentam-se principalmente de peixes e anfíbios.

## Vulnerabilidade
Apesar dos riscos de degradação do seu habitat, uma vez que as zonas húmidas sofrem os impactos da regulação dos rios, esta espécie foi avaliada pela IUCN como não oferecendo preocupação. Os principais inimigos destas aves são os crocodilos.